# Венсан, Франсуа, Поль и другие
«Венсан, Франсуа, Поль и другие» (фр. Vincent Francois Paul Et Les Autres) — кинофильм режиссёра Клода Соте. Экранизация романа Клода Нерона. Французская премьера фильма состоялась 20 октября 1974 года.

## Сюжет
Их четверо друзей — хозяин мастерской Венсан, медик Франсуа, писатель Поль и боксёр Жан, и они каждый выходной собираются вместе, чтобы обсудить свои проблемы. А проблем-то полным-полно. Венсан, Франсуа и Поль испытывают кризис середины жизни.
Венсан разорился, теперь он должен кучу денег, любовница его бросает, а жена требует развода. У Франсуа происходит крушение идеалов — его платная клиника далеко не преуспевает, а жена изменяет ему с разными мужчинами. У Поля тоже дела не идут — его книги не издаются.
Жан молод, Венсану он как сын. Он неплохой боксёр, но и у него проблемы. Его подруга беременна, и они испытывают трудности. Для того чтобы как-то выйти из положения, Жан соглашается на бой с очень серьёзным противником.

## В ролях
- Ив Монтан — Венсан
- Мишель Пикколи — Франсуа
- Серж Реджани — Поль
- Жерар Депардьё — Жан Лавалле
- Стефан Одран — Катрин, жена Венсана
- Мари Дюбуа — Люси, жена Франсуа
- Умберто Орсини — Жак
- Людмила Микаэль — Мари, любовница Венсана
- Антонелла Луальди — Джулия, жена Поля
- Катрин Аллегре — Колетта, подруга Жана
- Бетти Беккер — Мириам
- Ив Габриелли — Мишель